# Back in Circulation
Back in Circulation (bra Silêncio Que Condena) é um filme estadunidense de 1937, do gênero comédia dramática, dirigido por Ray Enright, com roteiro de Warren Duff baseado no conto "Angle Shooter", de Adela Rogers St. Johns, publicado em março de 1937 na revista Hearst's International-Cosmopolitan.